# Beauchamps (Somme)
Beauchamps é uma comuna francesa na região administrativa de Altos da França, no departamento de Somme. Estende-se por uma área de 7,22 km². Em 2010 a comuna tinha 1 013 habitantes (densidade: 140,3 hab./km²).